# Hielo panqueque

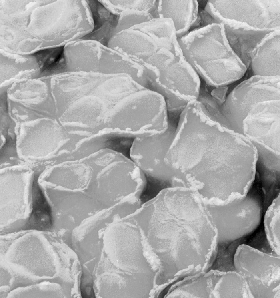
Hielo panqueque

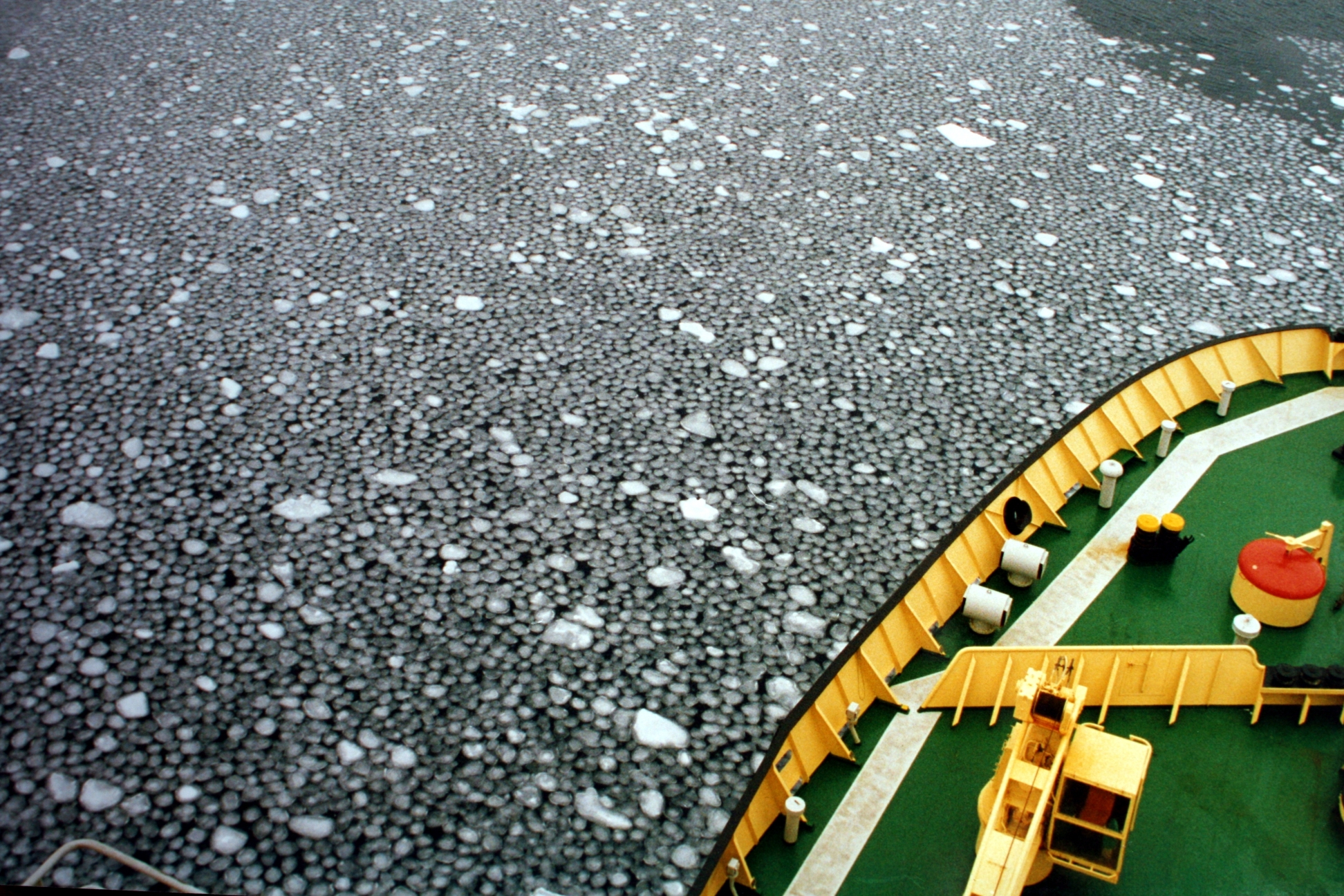
Hielo panqueque en el Mar de Ross

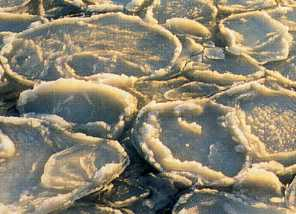
Hielo panqueque en la parte occidental del Mar Báltico

El hielo panqueque es una forma de banquisa que consiste en trozos redondos de hielo con diámetros que van desde los 30 cm a 3 m, dependiendo de las condiciones locales que afectan la formación del hielo. Puede tener un grosor de hasta 10 cm. El hielo panqueque presenta bordes elevados que se forman al amontonarse el hielo frazil, hielo aguanieve, etc. por los bordes de los hielos panqueque cuando chocan, tanto debido a choques aleatorios entre sí como a las compresiones periódicas en la parte baja de las olas. Estos bordes son los primeros indicios de cuando comienza a formarse el hielo panqueque a partir de otras formas de hielo menos fusionadas.
El hielo panqueque puede formarse de dos maneras. Puede formarse en agua cubierta hasta cierto punto con hielo aguanieve, shuga o hielo graso. También se puede formar rompiendo la corteza del hielo, las nilas o incluso el hielo gris en condiciones de agitación.